# لويس فيرناندو تينا
لويس فيرناندو تينا (بالإسبانية: Luis Fernando Tena) (20 يناير 1958 بمدينة مكسيكو في المكسيك) هو مدرب كرة قدم ولاعب كرة قدم مكسيكي في مركز الدفاع. لعب مع أتلانتي إف سي ونادي غوادالاخارا ونادي نيكاكسا وأتلتيكو إسبانيول ‏ ونادي أكستيبيك ‏.

## روابط خارجية
- لويس فيرناندو تينا على موقع قاعدة بيانات كرة القدم.إي يو (الإنجليزية)
- لويس فيرناندو تينا على موقع ناشيونال فوتبول تيمز (الإنجليزية)
- لويس فيرناندو تينا على موقع عالم كرة القدم.نت (الإنجليزية)
- لويس فيرناندو تينا على موقع أوليمبيديا (الإنجليزية)